# Hylaeus stentoriscapus
Hylaeus stentoriscapus är en biart som beskrevs av Dathe 1986. Hylaeus stentoriscapus ingår i släktet citronbin, och familjen korttungebin. Inga underarter finns listade i Catalogue of Life.